# Szupervulkán

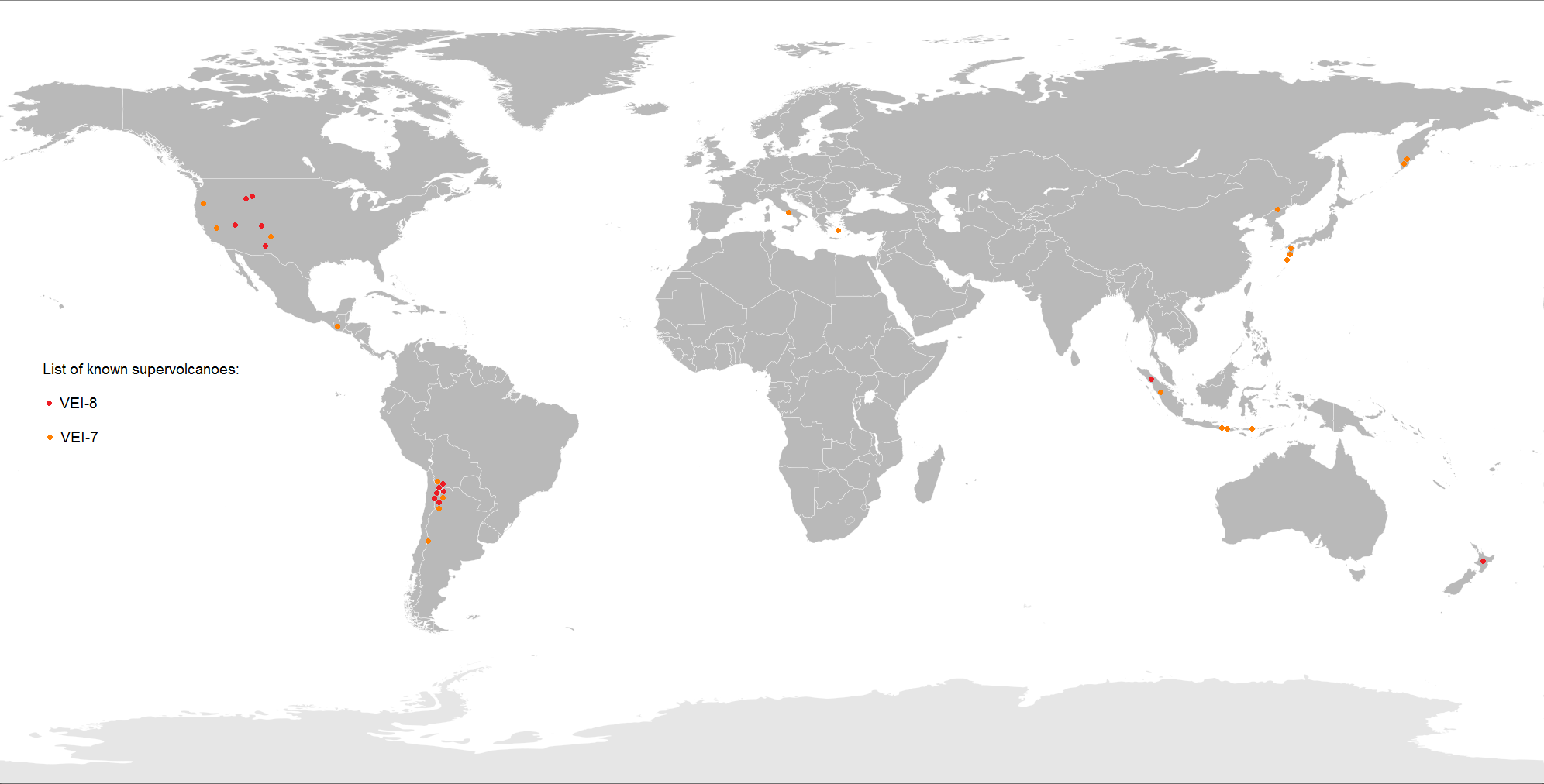
Szupervulkánok a világon:

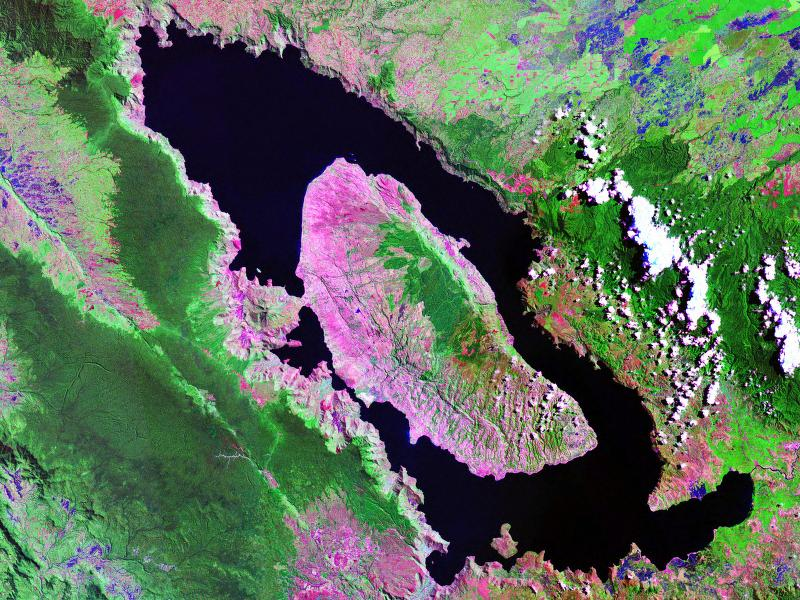
A Toba-tó műholdfelvétele, egy kb. 75 000 évvel ezelőtti VEI–8-as kitörés helyszíne

A szupervulkán olyan tűzhányó, amely egy kitörés alkalmával képes több mint 1000 km³ anyagot kilövellni. Ez több ezerszer nagyobb a normál vulkánkitöréseknél. Szupervulkán egyrészt akkor tud létrejönni, amikor egy forrópontnál (hotspot) a földköpenyben a földkéregig fölemelkedő magma képtelen áttörni a földkérget, így a nyomás hatalmasra nő, és egyre növekvő magmakamrát alakít ki, amíg végül a kéreg nem tud ellenállni ennek (ez a helyzet a Yellowstone-kaldera esetében); másrészt ki tud alakulni konvergens (ütköző) lemezszegélynél is (például a Toba-tó).
Noha a földtörténeti negyedkorban csupán néhány szupervulkán volt, a kitöréseik általában hatalmas területeket borítottak be lávával és vulkáni hamuval, valamint tartós változást okoztak az időjárásban (például kis jégkorszakot váltottak ki), ami elegendő volt ahhoz, hogy fajokat fenyegessen a kihalás veszélye.

## Szóhasználat
A „szupervulkán” kifejezés eredete a 20. század elején zajló tudományos vitához kötődik, amelynek témái az Egyesült Államok Oregon államában található Három Nővér vulkanikus régió földtani története és jellemzői voltak. 1925-ben Edwin T. Hodge feltételezte, hogy ebben a régióban egy általa Mount Multnomahnak nevezett, óriási vulkán létezett. Úgy vélte, hogy a Három Nővér területének számos része a Mount Multnomah maradványa, amely nagyrészt egy erőteljes vulkánkitörésben semmisült meg a Mount Mazamahoz hasonlóan. 1948-ban Howel Williams vulkanológus az Oregon ősi vulkánjai című könyvében figyelmen kívül hagyta a Mount Multnomah létezésének lehetőségét. A könyvről 1949-ben egy másik vulkánkutató, F.M Byers Jr. írt ismertetőt, amelyben szupervulkánként utalt a Mount Multnomah-ra. Habár Hodge elképzelését, hogy a Mount Multnomah egy szupervulkán lenne, hosszú ideig elutasították, a szupervulkán megnevezést a BBC televízió közkedvelt tudományos műsora, a Horizon (Látóhatár) 2000-ben tette népszerűvé azzal, hogy a rendkívül nagy mennyiségű vulkanikus anyag kilövellését eredményező kitöréseket így nevezte.
A vulkanológusok és a geológusok tudományos munkáikban nem hivatkoznak „szupervulkánokra”, mivel ez olyan általános fogalom, amely nagyszámú különböző földtani állapotra alkalmazható. 2000 óta azonban a szakemberek használják a kifejezést ismeretterjesztési célokra. A szupervulkánok kalderáira időnként a megakaldera kifejezést használják, ilyen például a Blake folyónál található megakaldera-komplexum a kanadai Ontarióban és a Québecben lévő Abitibi zöldkő övezetben. A 8 fokozatú vulkánkitörési skála (VEI) szerinti nyolcadik fokozatú kitöréseket szuper-kitörésnek nevezik.
Bár a szupervulkánnak nincs pontosan meghatározott minimális robbanási mérete, a kitörésnek legalább két típusát azonosították szupervulkániként: terjedelmes vulkanikus területek és erős kitörések.

## Terjedelmes vulkanikus területek
Terjedelmes vulkanikus területek (LIP), mint Izland, a Szibériai-trapp, a Dekkán-trapp és az Ontong Java-plató, a szárazföldi lemezen található kiterjedt bazalt-régiók egyetlen bazaltkitörésből származó áradás következményei. Amikor létrejöttek, ezek a területek gyakran több ezer négyzetkilométert foglaltak el, és a térfogatuk több millió köbkilométer volt. A legtöbb esetben a láva általában elterülve marad sok millió éven keresztül. Nagy mennyiségű gázt bocsátanak ki. A Reunion hotspot mintegy 66 millió évvel ezelőtt alakította ki a Dekkán bazaltot, ez egybeesett a kréta–paleogén földtörténeti korban történt kihalásokkal. A tudományos konszenzus az, hogy a kipusztulást egy meteorbecsapódás eredményezte, de a vulkáni tevékenység a kréta és a paleogén időszak határán környezeti stresszt okozott a meglévő fajoknak. Ráadásul a legnagyobb lávakiömlés (a Szibériai Bazaltok) 250 millió évvel ezelőtt történt, és egybeesett a történelem legnagyobb tömeges kipusztulásával, a perm-triász kihalási eseménnyel, jóllehet nem tudjuk, hogy kizárólag ez volt-e felelős érte. 
Az ilyen kiömlések nem hevesek, noha lávaszökőkutak előfordulhatnak. Sok vulkanológus úgy tartja, hogy Izland talán egy kialakulóban lévő hatalmas vulkáni terület. Az utolsó nagy kitörés 1783–84-ben történt a Laki-hasadékból, ami nagyjából 40 km hosszú. Becslések szerint a kitörés során 14 km³ bazaltláva ömlött ki.
Az Ontong Java-fennsík jelenleg kb. 2 000 000 négyzetkilométer területű, és ez a tartomány a Manihiki- és Hikurangi-fennsíkok elszakadása előtt legalább 50%-kal nagyobb volt. 

## Óriási robbanásszerű kitörések
A vulkanikus kitöréseket a vulkánkitörési index (VEI) használatával osztályozzák. 
A VEI–8-as kitörések hatalmas események, amelyek legalább 1000 km³ Sziklasűrűségi Egyenértéket (DRE-t) szórnak ki egyetlen kitöréskor. VEI–8-as kitörés volt például az a kitörés Indonéziában kb. 70 000 éve, amely a világ legnagyobb vulkáni eredetű tavát, a szumátrai Toba-tavat létrehozta. A kilövellt anyag térfogata kb. 2800 km³ volt. Ez az esemény a vitatott Toba-katasztrófa elmélet szerint elpusztította az akkori emberiség 60%-át. Az utolsó ismert VEI-8-as kitörés a Taupói-tónál történt kb. 26 500 éve (kb. 1170 km³ anyagkibocsátással).
A VEI–7-es események legalább 100 km³ DRE-t lövellnek ki. A VEI–7-es kategóriába sorolják például a Campi Flegrei működését a mai Nápoly környékén 39 280 éve (kb. 500 km³ anyagkibocsátással), a Théra vulkán kitörését a mai Szantorini szigeten 3600 éve (kb. 60 km³), valamint a Tambora erupcióját Indonéziában 1815-ben (kb. 160 km³).
A VEI–7-es vagy 8-as kitörések olyan hatalmasak, hogy tölcsér helyett gyakran kör alakú kalderát alakítanak ki, mivel a visszahulló magma súlya alatt beomlik az üres magmakamra teteje, és a magma betölti azt. 
A klasszikus vulkáni kalderák egyike Glen Coe-nál van Skóciában, a Grampian-hegységben. Az első feljegyzett földtani és vulkanikus következtetéseket, amelyet Clough és mások készítettek (1909), az új felfedezések fényében újraelemezték. Ezzel kapcsolatban létezik egy 1:25 000 léptékű alapkőzeti térkép. 
Összehasonlításképpen, a Mount Saint Helens 1980-as kitörése egy VEI–5-ös kitörés volt, 1,2 km³ vulkanikus anyag kilövellésével.
Mind a Pinatubo 1991-ben, mind a Krakatau 1883-ban VEI–6-os volt, az egyik 10, a másik 25 km³ anyag-kilövelléssel. A halálos áldozatok holland hatóságok által 1883-ban megállapított száma 36 417 volt, bár több forrás 120 000 fölé tette a valószínű számot.

## Fordítás
Ez a szócikk részben vagy egészben  a   Supervolcano című angol Wikipédia-szócikk fordításán alapul.  Az eredeti cikk szerkesztőit annak laptörténete sorolja fel. Ez a jelzés csupán a megfogalmazás eredetét és a szerzői jogokat jelzi, nem szolgál a cikkben szereplő információk forrásmegjelöléseként.